# Мария Петрова (гимнастичка)
Вижте пояснителната страница за други личности с името Мария Петрова.
Мария Димитрова Петрова (родена на 13 ноември 1975 г. в Пловдив, България) е бивша гимнастичка по художествена гимнастика. Тя е втората българска гимнастичка трикратна световна шампионка (Аликанте 1993, Париж 1994, Виена 1995) след Мария Гигова, двукратна европейска шампионка (Щутгарт 1992, Солун 1994) и носителка на европейската купа (Малага 1993). Мария Петрова е една от петте трикратни световни шампионки в цялата история на този спорт.

## Спортни постижения
- 1991 г. – Световно Първенство (Атина) дебют на световно първенство

– световна вице шампионка в отборното класиране заедно с Мила Маринова и Кристина Шикерова
- четвърто място финал на топка и бухалки.
- 1992 г. – Европейска Първенство (Щутгарт)

– абсолютна европейска шампионка в многобоя с максимален брой точки 40.00
- Европейска шампионка в отборното класиране заедно с Диана Попова и Димитринка Тодорова
- 1 бронзов медал на въже
- 1992 г. – Световно първенство (Брюксел) световна вице-шампионка в многобоя

- 2 сребърни медала (финал на топка и бухалки)
- 1 бронзов медал (финал на обръч)
- 1992 г. XXV олимпийски игри в Барселона – 5-о място многобой

- 1993 г. – Европейската купа (Малага) златен медал в многобоя

- 2 златни медала (финал на обръч и лента)
- 1 сребърен медал (финал на топка)
- 1993 г. – Световно първенство (Аликанте) абсолютна световна шампионка в многобоя

- Световна шампионка в отборното класиране заедно с Юлия Байчева и Бранимира Иванова Маркова
- 3 златни медала (финал на обръч, топка и лента)
- 1 бронзов медал (финал бухалки)
- 1994 г. – Световно първенство (Париж) абсолютна световна шампионка в многобоя

- 1 златен медал (финал на обръч)
- 2 сребърни медала (финал на лента и бухалки )
- 1 бронзов медал (финал на топка)
- 1995 г. – Световно първенство (Виена) абсолютна световна шампионка в многобоя заедно с Екатерина Серебрянская

- Световна вице шампионка в отборното класиране заедно с Диана Попова
- 1 златен медал (финал на бухалки)
- 1 сребърен медал (финал на въже)
- 1996 г. – Световно първенство (Будапеща) не се провежда многобой, в състезанието е предвидено разпределение на медали само на отделните уреди, всяка гимнастичка (по 2 от страна) може да участва само с две съчетания.

- 1 сребърен медал (финал на топка)
- 1 бронзов медал (финал на бухалки)
- 1996 г. XXVI олимпийски игри в Атланта – 5-о място многобой

### Личен живот
23 декември 1994 г. Наградите „Спортен Икар“. Мария Петрова е наградена за спортистка на годината, а Борислав Михайлов е награден за спортист на годината.
Мария Петрова се омъжва за Борислав Михайлов през 1998 г., който тогава е вратар на Българския национален отбор по футбол.
От него Мария има дъщеря, Елинор (р. 1999). Гимнастичката приема децата от първия брак на Борислав – Бисера (1982) и Николай Михайлов (футболист) (1988).

### Професионална Кариера
- 2001 – Член на Управителния Съвет към БФХГ (Българска федерация по художествена гимнастика)
- 2005 – Член на Техническия комитет към Европейската федерация по художествена гимнастика
- 2010 – Вицепрезидент на БФХГ
- 2018 – Президент на Техническия комитет към Европейската федерация
- 2021 – Втори вицепрезидент на Техническия комитет към Международната федерация по художествена гимнастика